# Herb gminy Stare Babice

Herb gminy Stare Babice w latach 1998-2012

Herb gminy Stare Babice – jeden z symboli gminy Stare Babice.

## Wygląd i symbolika
Herb przedstawia na tarczy w polu błękitnym od czoła podkowę srebrną z takąż strzałą między ocelami i krzyżem kawalerskim złotym, zaćwieczonym na barku; pod tym dwie szable, polska i kozacka, w krzyż skośny. Całość na tarczy typu hiszpańskiego. Podkowa z krzyżem i strzałą to godło herbu Dołęga rodziny Babickich, którzy posiadali dobra Stare Babice przez ok. 400 lat. Dwie skrzyżowane szable upamiętniają fakt, że to właśnie w jednej ze wsi na terenie gminy, Lipkowie, Henryk Sienkiewicz umieścił scenę pojedynku por. Wołodyjowskiego z płk. Bohunem.

## Historia
Jest to drugi projekt herbu w historii gminy, różni się on nieznacznie od pierwszego, przyjętego Uchwałą Nr XXIX/250/98 Rady Gminy Stare Babice z dnia 4 czerwca 1998 roku. W pierwszym projekcie strzała była pod skrzyżowanymi szablami, które do tego, były jednakowe. Obecny herb przyjęto 30 października 2012.